# Jüdische Gemeinde Střítež

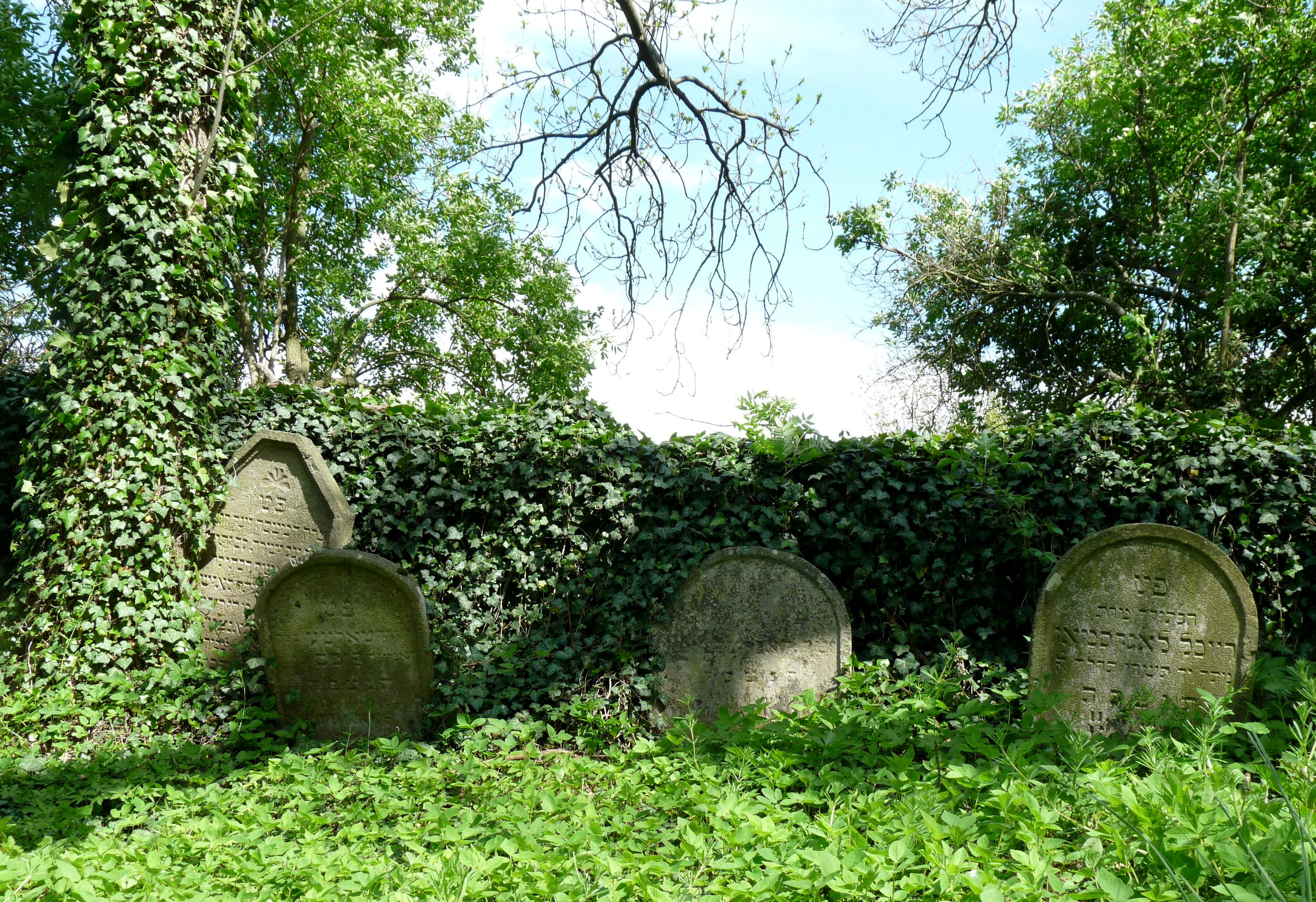
Jüdischer Friedhof in Střítež u Jihlavy

Die Jüdische Gemeinde in Střítež u Jihlavy (deutsch Schrittenz), einer tschechischen Gemeinde im Okres Jihlava der Region Vysočina, entstand im 18. Jahrhundert.
Im Jahr 1920 lebten neun und 1935 zwölf jüdische Einwohner im Ort.